# Mörttjärnen (Los socken, Hälsingland, 686084-145826)
Mörttjärnen är en sjö i Ljusdals kommun i Hälsingland och ingår i Ljusnans huvudavrinningsområde.